# شيرمان إيرباي
شيرمان إيرباي (بالإنجليزية: Sherman Irby)‏ هو عازف جاز أمريكي، ولد في 1986 في توسكالوسا في الولايات المتحدة.

## وصلات خارجية
- شيرمان إيرباي على موقع ميوزك برينز (الإنجليزية)
- شيرمان إيرباي على موقع أول ميوزيك (الإنجليزية)
- شيرمان إيرباي على موقع ديسكوغز (الإنجليزية)